# تالامپانل
تالامپانل (انگلیسی: Talampanel) یک داروی آزمایشی است که برای درمان صرع، گلیوم بدخیم، و اسکلروز جانبی آمیوتروفیک (ALS) مورد بررسی قرار گرفته است.

تالامپانل به عنوان یک آنتاگونیست غیررقابتی گیرنده AMPA، یک نوع گیرنده گلوتامات یونوتروپیک در سیستم عصبی مرکزی عمل می کند.
این دارو برای صرع در کارآزمایی‌های بالینی مؤثر بود، اما توسعه آن به دلیل مشخصات فارماکوکینتیک ضعیف، یعنی نیمه عمر نهایی کوتاه (۳ ساعت) که نیاز به دوزهای متعدد در روز داشت، به حالت تعلیق درآمد.